# 9.ª etapa de la Vuelta a España 2023
La 9.ª etapa de la Vuelta a España 2023 tuvo lugar el 3 de septiembre de 2023 con inicio en Cartagena y final en Caravaca de la Cruz, sobre un recorrido de 184,5 km. El alemán Lennard Kämna del Bora-Hansgrohe logró la victoria y el estadounidense Sepp Kuss del Jumbo-Visma mantuvo el liderato.

## Clasificación de la etapa[2]
| Cartagena - Caravaca de la Cruz | etapa de montaña | (184,5 km) |

| \| Clasificación de la etapa \| Clasificación de la etapa \| Clasificación de la etapa \| Clasificación de la etapa \| Clasificación de la etapa \| \| Ciclista \| Ciclista \| Equipo \| Tiempo \| \| \| ------------------------- \| ------------------------- \| ------------------------- \| ------------------------- \| ------------------------- \| \| 1.º \| Lennard Kämna \| Bora-Hansgrohe \| 4 h 28 min 59 s \| \| \| 2.º \| Matteo Sobrero \| Team Jayco AlUla \| + 13 s \| \| \| 3.º \| Chris Hamilton \| Team DSM-Firmenich \| + 1 min 12 s \| \| \| 4.º \| Amanuel Ghebreigzabhier \| Lidl-Trek \| + 1 min 00 s \| \| \| 5.º \| Jon Barrenetxea \| Caja Rural-Seguros RGA \| + 1 min 37 s \| \| \| 6.º \| Rubén Fernández Andújar \| Cofidis \| + 1 min 37 s \| \| \| 7.º \| Jonathan Caicedo \| EF Education-EasyPost \| + 2 min 11 s \| \| \| 8.º \| Dani Navarro \| Burgos-BH \| + 2 min 41 s \| \| \| 9.º \| Enric Mas \| Movistar Team \| + 3 min 18 s \| \| \| 10.º \| Aleksandr Vlásov \| Bora-Hansgrohe \| + 3 min 11 s \| \| |                         |                        |                 |
| |                         |                        |                 |
| Fuente: ProCyclingStats |                         |                        |                 |
| Clasificación de la etapa |                         |                        |                 |
| Ciclista | Ciclista                | Equipo                 | Tiempo          |
| 1.º | Lennard Kämna           | Bora-Hansgrohe         | 4 h 28 min 59 s |
| 2.º | Matteo Sobrero          | Team Jayco AlUla       | + 13 s          |
| 3.º | Chris Hamilton          | Team DSM-Firmenich     | + 1 min 12 s    |
| 4.º | Amanuel Ghebreigzabhier | Lidl-Trek              | + 1 min 00 s    |
| 5.º | Jon Barrenetxea         | Caja Rural-Seguros RGA | + 1 min 37 s    |
| 6.º | Rubén Fernández Andújar | Cofidis                | + 1 min 37 s    |
| 7.º | Jonathan Caicedo        | EF Education-EasyPost  | + 2 min 11 s    |
| 8.º | Dani Navarro            | Burgos-BH              | + 2 min 41 s    |
| 9.º | Enric Mas               | Movistar Team          | + 3 min 18 s    |
| 10.º | Aleksandr Vlásov        | Bora-Hansgrohe         | + 3 min 11 s    |

## Clasificaciones al final de la etapa

### Clasificación general[3]
| \| Clasificación general \| Clasificación general \| Clasificación general \| Clasificación general \| Clasificación general \| \| Ciclista \| Ciclista \| Equipo \| Tiempo \| \| \| --------------------- \| --------------------- \| --------------------- \| --------------------- \| --------------------- \| \| 1.º \| Sepp Kuss \| Jumbo-Visma \| 35 h 23 min 30 s \| \| \| 2.º \| Marc Soler \| UAE Team Emirates \| + 43 s \| \| \| 3.º \| Lenny Martinez \| Groupama-FDJ \| + 1 min 02 s \| \| \| 4.º \| Remco Evenepoel \| Soudal Quick-Step \| + 2 min 24 s \| \| \| 5.º \| Mikel Landa \| Bahrain Victorious \| + 2 min 29 s \| \| \| 6.º \| Primož Roglič \| Jumbo-Visma \| + 2 min 29 s \| \| \| 7.º \| Jonas Vingegaard \| Jumbo-Visma \| + 2 min 35 s \| \| \| 8.º \| Enric Mas \| Movistar Team \| + 2 min 35 s \| \| \| 9.º \| Juan Ayuso \| UAE Team Emirates \| + 2 min 45 s \| \| \| 10.º \| João Almeida \| UAE Team Emirates \| + 2 min 55 s \| \| |                  |                    |                  |
| |                  |                    |                  |
| Fuente: ProCyclingStats |                  |                    |                  |
| Clasificación general |                  |                    |                  |
| Ciclista | Ciclista         | Equipo             | Tiempo           |
| 1.º | Sepp Kuss        | Jumbo-Visma        | 35 h 23 min 30 s |
| 2.º | Marc Soler       | UAE Team Emirates  | + 43 s           |
| 3.º | Lenny Martinez   | Groupama-FDJ       | + 1 min 02 s     |
| 4.º | Remco Evenepoel  | Soudal Quick-Step  | + 2 min 24 s     |
| 5.º | Mikel Landa      | Bahrain Victorious | + 2 min 29 s     |
| 6.º | Primož Roglič    | Jumbo-Visma        | + 2 min 29 s     |
| 7.º | Jonas Vingegaard | Jumbo-Visma        | + 2 min 35 s     |
| 8.º | Enric Mas        | Movistar Team      | + 2 min 35 s     |
| 9.º | Juan Ayuso       | UAE Team Emirates  | + 2 min 45 s     |
| 10.º | João Almeida     | UAE Team Emirates  | + 2 min 55 s     |

### Clasificación por puntos[4]
| Clasificación por puntos | Clasificación por puntos | Clasificación por puntos | Clasificación por puntos | Clasificación por puntos |
| Ciclista                 | Ciclista                 | Equipo                   | Puntos                   |                          |
| ------------------------ | ------------------------ | ------------------------ | ------------------------ | ------------------------ |
| 1.º                      | Kaden Groves             | Alpecin-Deceuninck       | 158 pts                  |                          |
| 2.º                      | Andrea Vendrame          | AG2R Citroën Team        | 66 pts                   |                          |
| 3.º                      | Remco Evenepoel          | Soudal Quick-Step        | 62 pts                   |                          |
| 4.º                      | Andreas Kron             | Lotto Dstny              | 62 pts                   |                          |
| 5.º                      | Geoffrey Soupe           | TotalEnergies            | 61 pts                   |                          |
| 6.º                      | Marc Soler               | UAE Team Emirates        | 60 pts                   |                          |
| 7.º                      | Marijn van den Berg      | EF Education-EasyPost    | 57 pts                   |                          |
| 8.º                      | Edward Theuns            | Lidl-Trek                | 55 pts                   |                          |
| 9.º                      | Juan Sebastián Molano    | UAE Team Emirates        | 48 pts                   |                          |
| 10.º                     | Orluis Aular             | Caja Rural-Seguros RGA   | 47 pts                   |                          |

### Clasificación de la montaña[5]
| Clasificación de la montaña | Clasificación de la montaña | Clasificación de la montaña | Clasificación de la montaña | Clasificación de la montaña |
| Ciclista                    | Ciclista                    | Equipo                      | Puntos                      |                             |
| --------------------------- | --------------------------- | --------------------------- | --------------------------- | --------------------------- |
| 1.º                         | Eduardo Sepúlveda           | Lotto Dstny                 | 21 pts                      |                             |
| 2.º                         | Remco Evenepoel             | Soudal Quick-Step           | 20 pts                      |                             |
| 3.º                         | Jesús Herrada               | Cofidis                     | 12 pts                      |                             |
| 4.º                         | Matteo Sobrero              | Team Jayco AlUla            | 11 pts                      |                             |
| 5.º                         | Sepp Kuss                   | Jumbo-Visma                 | 10 pts                      |                             |
| 6.º                         | Lennard Kämna               | Bora-Hansgrohe              | 10 pts                      |                             |
| 7.º                         | Jonas Vingegaard            | Jumbo-Visma                 | 10 pts                      |                             |
| 8.º                         | Damiano Caruso              | Bahrain Victorious          | 9 pts                       |                             |
| 9.º                         | Primož Roglič               | Jumbo-Visma                 | 8 pts                       |                             |
| 10.º                        | Jon Barrenetxea             | Caja Rural-Seguros RGA      | 7 pts                       |                             |

### Clasificación de los jóvenes[6]
| Clasificación del mejor joven | Clasificación del mejor joven | Clasificación del mejor joven | Clasificación del mejor joven | Clasificación del mejor joven |
| Ciclista                      | Ciclista                      | Equipo                        | Tiempo                        |                               |
| ----------------------------- | ----------------------------- | ----------------------------- | ----------------------------- | ----------------------------- |
| 1.º                           | Lenny Martinez                | Groupama-FDJ                  | 35 h 24 min 32 s              |                               |
| 2.º                           | Remco Evenepoel               | Soudal Quick-Step             | + 1 min 22 s                  |                               |
| 3.º                           | Juan Ayuso                    | UAE Team Emirates             | + 1 min 43 s                  |                               |
| 4.º                           | João Almeida                  | UAE Team Emirates             | + 1 min 53 s                  |                               |
| 5.º                           | Cian Uijtdebroeks             | Bora-Hansgrohe                | + 3 min 08 s                  |                               |
| 6.º                           | Einer Rubio                   | Movistar Team                 | + 4 min 06 s                  |                               |
| 7.º                           | Santiago Buitrago             | Bahrain Victorious            | + 4 min 38 s                  |                               |
| 8.º                           | Attila Valter                 | Jumbo-Visma                   | + 9 min 31 s                  |                               |
| 9.º                           | Antonio Tiberi                | Bahrain Victorious            | + 25 min 09 s                 |                               |
| 10.º                          | Michel Ries                   | Arkéa-Samsic                  | + 32 min 00 s                 |                               |

### Clasificación por equipos[7]
| Clasificación por equipos | Clasificación por equipos | Clasificación por equipos | Clasificación por equipos |
| Equipo                    | Equipo                    | Tiempo                    |                           |
| ------------------------- | ------------------------- | ------------------------- | ------------------------- |
| 1.º                       | Jumbo-Visma               | 105 h 39 min 46 s         |                           |
| 2.º                       | UAE Team Emirates         | + 1 min 07 s              |                           |
| 3.º                       | Bahrain Victorious        | + 4 min 38 s              |                           |
| 4.º                       | Bora-Hansgrohe            | + 7 min 58 s              |                           |
| 5.º                       | Movistar Team             | + 27 min 48 s             |                           |
| 6.º                       | Soudal Quick-Step         | + 35 min 58 s             |                           |
| 7.º                       | Ineos Grenadiers          | + 37 min 45 s             |                           |
| 8.º                       | Groupama-FDJ              | + 45 min 27 s             |                           |
| 9.º                       | Astana Qazaqstan Team     | + 51 min 44 s             |                           |
| 10.º                      | EF Education-EasyPost     | + 53 min 58 s             |                           |

## Abandonos
Ninguno.